# Sar-e Pol (miasto)
Sar-e Pol (perski: سر پل) – miasto w północnym Afganistanie. Jest stolicą prowincji Sar-e Pol. W 2021 roku liczyło ponad 180 tys. mieszkańców.